# Magyarország zágrábi nagykövetsége
Magyarország zágrábi nagykövetsége (horvátul: Veleposlanstvo Mađarske, Zagreb) ugyan a rendszerváltás után nyitott képviseleteink közé tartozik, azonban elődjeit tekintve több mint 90 éve kezdte meg működését ez a külügyi intézmény. 1926-ban nyílt konzulátusként, majd 1941-ben, Jugoszlávia megtámadása után egy héttel követségi rangra emelték. A második világháború után bezárt és csak 1990-ben nyílt meg ismét, immár főkonzulátusként, hogy aztán két év múlva nagykövetségi szintre emeljék. 
A nagykövetség Zágrábban, a  Jabukovac 2. szám alatt található.  Dr. Demcsák Csaba nagykövet 2020. június 15-én adta át megbízólevelét Horvátország elnökének, Zoran Milanovićnak.

## Szervezete
Szervezetileg a nagykövetséghez tartozik a zágrábi Magyar Kulturális Intézet. A nagykövetség mellett működik a 2001-ben nyitott, majd 2006-ban bezárt, de 2013-ban újranyitott eszéki főkonzulátus, melynek jelenlegi vezetője Magdó János. Címe: 31000 Eszék, Vijenac Ivana Mażuranića 3.

## Története
A Szerb-Horvát-Szlovén királyság fővárosában, Zágrábban először 1926. október 25-én kezdte meg működését a magyar konzulátus. Címe nyitáskor ulica Samostanska 2a volt, amit ma ul. Varšavska néven találunk a térképeken. Az első konzul szentmiklósi Szabó György volt, akinek ez volt az első komolyabb kiküldetése (később szlovákiai, majd finnországi követünk lett). 1940. június 1-től a konzulátust főkonzulátussá szervezték, joghatósága kiterjedt a mai Szlovénia és Montenegró területére - emellett tovább működött Magyarország belgrádi nagykövetsége is. Horvátország 1941. április 10-én deklarálta függetlenségét, ezzel Jugoszlávia szétesett, a magyar csapatok egy nappal később támadást intéztek Szerbia ellen, egy hét múlva pedig április 16-án Horthy Miklós követségi rangra emelte a főkonzulátust. Az első követünk Marosy Ferenc lett.
A második világháborút követően az intézmény bezárt, hiszen Jugoszlávia ismét egységessé vált, fővárosa pedig Belgrád lett. A Rákosi-korszak idején Magyarország és Jugoszlávia kapcsolatai mélypontra jutottak, ám az 1956-os forradalom után Magyarország szerette volna újranyitni a konzulátust, ezért tárgyalásokat kezdeményezett Jugoszláviával. A javaslatot Cséby Lajos belgrádi nagykövetünk közvetítette a jugoszláv külügyminisztérium felé, felajánlva egyúttal egy Pécsen nyitandó jugoszláv konzulátus létrehozásának lehetőségét is. A tárgyalások 1958-ban azonban megrekedtek - noha azokról napilapok is beszámoltak, ami a korszak sajtópolitikájának tükrében különösen optimista hozzáállást feltételez. A konzulátussal kapcsolatban azonban a magyar fél végül ódzkodott saját korábbi ajánlatának teljesítésére, vagyis a pécsi Jugoszláv konzulátus felállításának engedélyezésére, mondván: "a jugoszláv konzulátusnak a délszláv lakta területeken történő felállítása következményekkel járhat", ezért először csak halogatta a döntést, majd Nagy Imre kivégzése után a kérdés végleg lekerült a napirendről.
Legközelebb 1989-ben, Grósz Károly magyar és Stipe Šuvar jugoszláv kommunista pártvezető határmenti - bellyei - találkozóján merült fel a konzulátusok megnyitásának kérdése. A tárgyaláson mutatkozó egyetértést követően hamar, 1990. június 22-én Jeszenszky Géza nyitotta meg a zágrábi magyar főkonzulátust, első főkonzulunk Bagi Gábor volt - kinevezésére már 1990. március 29-én sor került. Alig két évvel később Magyarország elismerte Horvátországot, és a horvátországi háború közepette 1992. január 16-án nagykövetségi rangra emelte zágrábi konzulátusát, Bagi Gábort pedig nagykövetként erősítették meg zágrábi posztján. 
2019 májusában Szijjártó Péter magyar és Marija Pejčinović Burić horvát külügyminiszter együtt adták át a nagykövetség új épületét.
Korábbi magyar nagykövetek:
- Bagi Gábor
- Szalay Zsolt
- Csóti György
- Mohai László
- Dr. Györkös Péter
- dr. Iván Gábor
- Magyar József